# 201777 Деронда
201777 Деронда (201777 Deronda) — астероїд головного поясу, відкритий 24 листопада 2003 року.
Тіссеранів параметр щодо Юпітера — 3,056.